# Mravinjac (planina u BiH)
Mravinjac je planina u Bosni i Hercegovini, u srednjoj Bosni. Nalazi se zapadno od Novog Travnika.

## Zemljopisni položaj
Pruža se u pravcu istok - zapad. Prostire se na području općina Travnika i Novog Travnika. Na jugozapadu prelazi u Komar. Najviši vrh Mravinjac nalazi se na 1393 metara nadmorske visine. Ne bi se smjelo smatrati dijelom Vilenice. Granica su prostrane livade Vučje jame, koje su na najnižem mjestu. Od njih se uzdižu ove dvije planine. Put kroz šumu Lopar vodi ka Mravinjcu. Vrh je bolji vidikovac od Kiselja na Vilenici i Kamenjaša na Komaru.

## Geologija
Oblikom i sastavom razlikuje se od Vlašića. Spada u srednjebosansko škriljevačko gorje, kao i susjedi Vilenica i Komar. Građen je od permskog škriljevca. Škriljevac je zaokružen i blago sveden, gotovo čunjasta vrha. Kod Lašve prestaje vapnenačko gorje iz tercijara i preko Lašve počinju paleozoičko staro škriljevačko gorje.

## Flora i fauna
Šuma Lopar je na zapadnoj strani. Padine su pune vrisinja i drugog šumskog voća. Ima divljih svinja i druge divljači.

## Vode
Dosta je izvora bistre hladne vode.

## Planinarenje
Staze su brojne, brojna su križanja puteva, ali putevi nisu markirani. Planinari su se nekad rado uspinjali na Mravinjac, ali danas su novotravnički planinari više usmjereni na Pavlovicu, predio na prijevoju između Novog Travnika i Uskoplja. Prilazi su mogući sa svih strana. Na Mravinjac se može sa sjevera iz Pulca ili Bilobučja, s juga iz sela Pećina ili Ruda. Od Ruda je najbliži prilaz.

## Speleologija
Kod sela Pećine (Gornje i Donje) je pećina u dubokoj uvali pod vrhom. Pećina impresivne dvoranei nadsvoda je na nadmorskoj visini od 950 m. Dio je zatvorio potres 1957. godine. U njoj su vršeni rudarski radovi koji su ju oštetili, a danas je zaštićena kao prirodna, geološka i speleološka vrijednost.